# Lost Beats
Lost Beats – piąty minialbum elektronicznego zespołu The Prodigy, wydany w 2009 roku w wytwórni Take Me to the Hospital w Wielkiej Brytanii. Minialbum został wydany w lutym 2009 roku. Znalazły się na nim 4 utwory. Minialbum został wydany w Wielkiej Brytanii, Niemczech i Stanach Zjednoczonych. Został też dodany do albumu studyjnego Invaders Must Die w wersji specjalnej.
Minialbum jest w całości instrumentalny.

## Lista utworów
1. "The Big Gun Down" - 4:21
2. "Black Smoke" - 3:26
3. "Wild West" - 4:15
4. "Fighter Beat" - 3:32

## Twórcy
- Liam Howlett – instrumenty klawiszowe, produkcja muzyczna